# Sedan
Sedan é uma comuna francesa situada no departamento de Ardenas (Ardennes), na região Grande Leste.

## História
Sedan foi fundada em 1424. No século XVI, ela foi um asilo para os refugiados protestantes das guerras religiosas
Foi em Sedan que foi travada, em 1 de setembro de 1870, a Batalha de Sedan, durante a Guerra franco-prussiana, onde os alemães obtiveram uma vitória decisiva e capturam Napoleão III e 100.000 prisioneiros em 2 de setembro.
Durante a Segunda Guerra Mundial, as tropas alemãs invadiram a Bélgica, então neutra, e cruzaram o Meuse em Sedan, contornando a Linha Maginot, sistema de fortificações francês ao longo da fronteira alemã.